# Nada Al-Ahdal
Nada Al-Ahdal (* 3. März 2003 in Zabid, Jemen) ist eine jemenitische Menschenrechtsaktivistin. Sie wurde dadurch bekannt, dass sie zweimal eine von ihren Eltern arrangierte Zwangsheirat ablehnte. 2013 veröffentlichte sie ein Video auf der Internetplattform YouTube, in dem sie Kinderheirat verurteilt und die Zustände im Jemen schildert. Das Video stieß eine öffentliche Debatte über Zwangsheirat im Jemen und anderen Ländern an.

## Erster Ehepakt
Im Alter von 10 Jahren und 3 Monaten sollte Nada Al-Ahdal mit einem reichen Auswanderer verheiratet werden. Zum Zeitpunkt der Vereinbarung war der Mann 26 Jahre alt und damit 16 Jahre älter als al-Ahdal. Für die Heirat sollte der Mann einen Geldbetrag von 2.000 $ an Nada Al-Ahdals Familie zahlen. Ihre Eltern nahmen das Geld von dem Bewerber an. Aber der Onkel von Nada erzählte dem zukünftigen Ehemann, dass al-Ahdal nicht annähernd bescheiden genug für ihn sei. Nadas Onkel sagte: „Als ich von dem Bräutigam hörte, war ich in Panik geraten, Nada war nicht einmal 11 Jahre alt (...), ich konnte es nicht zulassen, verheiratet zu werden und ihre Zukunft zu zerstören.“ In Folge der Schilderungen des Onkels konnte Nada der Zwangsheirat entgehen. Sie lebte danach noch einige Zeit bei ihren Eltern, floh dann aber zu ihrem Onkel.
Al-Ahdal lief dann von zu Hause weg, um der Zwangsehe zu entkommen und wurde von ihrem Onkel, einem Montage- und Grafiktechniker an einem Fernsehsender, aufgenommen.
Nada Al-Ahdal behauptet, ihre Eltern hätten ihr gedroht sie umzubringen, wenn sie den Ehepakt ablehnte. Ihre Eltern bestritten dies.
Im Jahr 2013 lud die damals elfjährige Nada Al-Ahdal das Video auf YouTube hoch, das ihr weltweit Bekanntheit einbringen sollte. Das Video hat eine Länge von circa 2 Minuten und 30 Sekunden und wurde oft angesehen. In dem Video beschuldigte Nada Al-Ahdal ihre Eltern, ihre Tochter im Austausch gegen Geld verheiraten zu wollen und verurteilte damit das Prinzip der Zwangsheirat, das in ihrem Land weit verbreitet ist. Das Video wurde in ihrer Muttersprache Arabisch veröffentlichte, aber auf Grund der großen medialen Resonanz schnell übersetzt, mit englischen Untertiteln versehen und somit weit zugänglich gemacht. Viele Stars in den Sozialen Netzwerken teilten ihr Video. In sieben Tagen wurde das Video auf YouTube sieben Millionen Mal angesehen.

## Zweiter Ehepakt
Nada Al-Ahdals Schwester wurde von ihren Eltern ebenfalls zwangsverheiratet als sie 14 Jahre alt war. Ihr Video begann sie mit den Worten: „Es ist wahr, dass ich von meiner Familie weggelaufen bin, ich kann nicht mehr mit ihnen leben. Genug, ich will bei meinem Onkel leben. Was ist mit der Unschuld der Kindheit? Haben die Kinder das falsch gemacht?“ Sie fuhr fort und sagte, dass sie lieber sterben würde, als verheiratet zu sein, unter Berufung auf verlorene Bildungsmöglichkeiten, die Selbstmorde junger Bräuten und deren frühen Tod. Sie sprach auch über ihre Tante, die im Alter von 14 Jahren verheiratet wurde, von ihrem viel älteren Ehemann missbraucht wurde und sich aus Verzweiflung mit Benzin übergoss und sich anzündete.

## Kontroversen
Viele Medien aus dem Nahen Osten haben die Forderungen von al-Ahdal als gestellt oder eine Verleumdung der jemenitischen und islamischen Sitte verkündet. Die Jemenpost hat sie angeklagt, da sie islamische Bräuche zerstöre. Das arabische Online-Magazin Majalla behauptet, dass sie die Medienverbindungen ihres Onkels ausnutze, um ihre Meinung zu verbreiten.

## Einfluss
Al-Ahdals Behauptungen haben zu Diskussion über die Kinderheirat in internationalen Medien geführt. Artikel aus der ganzen Welt zitieren Erkenntnisse von Human Rights Watch, nach denen der Jemen kein Mindestalter für die Ehe hat und dass etwa die Hälfte aller Ehefrauen im Jemen schon als Kinder verheiratet worden sind. In einem Artikel über al-Ahdal stellte das Internationale Politische Forum fest: „Einige Statistiken können dazu beitragen, ihre Geschichte in den Kontext zu bringen: Nach Angaben der Vereinten Nationen wird einer von neun Mädchen in Entwicklungsländern mit 15 Jahren verheiratet und schätzungsweise 14,2 Millionen Mädchen im Jahr werden wahrscheinlich im nächsten Jahrzehnt Kinderbräute werden.“
Al-Ahdal und die Kinder-Ehe-Pakte wurden in CNN, der BBC, in der The Huffington Post und anderen Medien thematisiert.

## Das Thema Kinderheirat im Film
Am 3. Dezember 2015 erschien die Geschichte des Mädchens, die für die Kinderheirat aufhörte, von der Frau Michel-lafon in französischer Sprache, die von al-Ahdal und dem jemenitischen Regisseur Khadija al-Salami geschrieben wurde. Die erste Version ist in französischer Sprache mit dem Titel La rosée du matin erschienen. 
Al-Ahdal nahm am Film teil, ich bin Nojoom, Alter 10 und geschieden.
MBC1 hat eine ausführliche Ermittlungspresse ihrer Geschichte produziert.